# Iglesia de San Juan el Real (Llamas)
La iglesia de San Juan el Real es un templo de origen prerrománico situado en la localidad de Llamas, en el concejo asturiano de Aller.

## Descripción
A 2 km de Collanzo, en dirección a Casomera, se encuentra esta iglesia (declarada Monumento Histórico Artístico en 1963), que presenta el prerrománico —su estilo primitivo— como el más relevante. El templo fue citado en el testamento del rey asturiano Ordoño I, en el año 857, y junto con San Vicente de Serrapio son los más antiguos del concejo. 
El exterior se encuentra rodeado de un pórtico en sus flancos derecho y frontal, habitual en las iglesias asturianas. Se remata con un voluminosa espadaña de dos ojos. Se conservan toscas impostas con piñas y temas vegetales con figuras humanas. 
Es interesante un calvario de tradición románica y carácter muy popular, ubicado en el lado norte de la nave; las figuras son de distinto tamaño y la talla es muy sumaria y ligeramente policromada.